# Shackles (Praise You)
Shackles (Praise You) è un singolo del gruppo musicale statunitense Mary Mary, pubblicato il 29 febbraio 2000 come primo estratto dall'album Thankful.
Il brano, scritto dalle due componenti del gruppo insieme a Warryn Campbell, che ne ha curato anche la promozione, ha riscosso un buon successo commerciale.
La canzone, accompagnata da un video musicale, è stata presentata in Italia anche all'edizione del 2000 del Festivalbar.

## Tracce
CD-Single (Columbia 669200 1 / EAN 5099766920016)
1. Shackles (Praise You) (Album Version) – 3:18
2. Shackles (Praise You) (Maurice's Radio Mix) – 3:45

CD-Maxi (Columbia 669200 2 (Sony) / EAN 5099766920023)
1. Shackles (Praise You) (Album Version) – 3:18
2. Shackles (Praise You) (Maurice's Radio Mix) – 3:45
3. I Got It – 3:52
4. Shackles (Praise You) (Maurice's Carnival 2000 Mix) – 8:55

## Classifiche

### Classifiche settimanali
| Classifica (2000) | Posizione massima |
| ----------------- | ----------------- |
| Australia         | 2                 |
| Belgio (Fiandre)  | 6                 |
| Belgio (Vallonia) | 8                 |
| Francia           | 13                |
| Germania          | 25                |
| Irlanda           | 17                |
| Italia            | 22                |
| Norvegia          | 5                 |
| Nuova Zelanda     | 8                 |
| Paesi Bassi       | 4                 |
| Regno Unito       | 5                 |
| Stati Uniti       | 28                |
| Svezia            | 11                |
| Svizzera          | 14                |

### Classifiche di fine anno
| Classifica (2000) | Posizione |
| ----------------- | --------- |
| Australia         | 10        |
| Belgio (Fiandre)  | 51        |
| Belgio (Vallonia) | 27        |
| Francia           | 40        |
| Nuova Zelanda     | 17        |
| Paesi Bassi       | 24        |
| Svizzera          | 51        |